# Wim Ibobrug
Wim Ibobrug (brug 1774) is een brug in Amsterdam-Noord.
De brug werd gebouwd als verbinding tussen de doodlopende wegen Grasweg en Distelweg. Ze overspant daarbij het Tolhuiskanaal. De brug werd gebouwd begin jaren negentig en is vrijwel geheel van beton. Het maakte deel uit van een gemeentelijk project om deze buurt met allerlei vervallen (scheeps)gebouwen een beter aanzien te geven. 
De brug is in totaal 73,20 meter lang. De brug heeft een afwijkende constructie ten opzichte van andere bruggen in de stad. Deze zijn óf vast (die kunnen niet open en dicht) óf beweegbaar zoals een bascule- of ophaalbrug. Deze brug bestaat uit een aantal vastliggende en vaststaande betonnen elementen met in het midden een stalen gedeelte (op de foto rood) dat eventueel verwijderd kan worden. De scheepvaart is hier gering, maar in het doodlopende Tolhuiskanaal liggen woonboten, die wel eens verhuisd of gereinigd moeten worden. Daartoe moest een opening in de brug blijven. Ook omliggende bedrijven hadden gevraagd om een opening voor eventuele toevoer. Dat middenstuk met een doorvaartwijdte van 7,20 meter (19 bij 14 meter met een gewicht van 55 ton) moest apart geplaatst worden, dat was nog een heel werk. Het middendeel kan alleen per schip verwijderd en verplaatst worden bij (haast) windstil weer, verkeer moet dan omgeleid worden. Omdat de Grasweg hier schuin het water oversteekt heeft de brug een plattegrond van een parallellogram.
In 2016/2017 waren er plannen om naast de brug ook een langzaamverkeerbrug te plaatsen, er zijn dan plannen om op de kruising van Grasweg en Distelweg woonflats te bouwen; het werd keer op keer uitgesteld. De woonflats kwamen wel, maar een verbreding van de brug is er in augustus 2022 nog niet.
In augustus 2020 werd door de gemeente Amsterdam besloten de brug te vernoemen naar Wim Ibo.

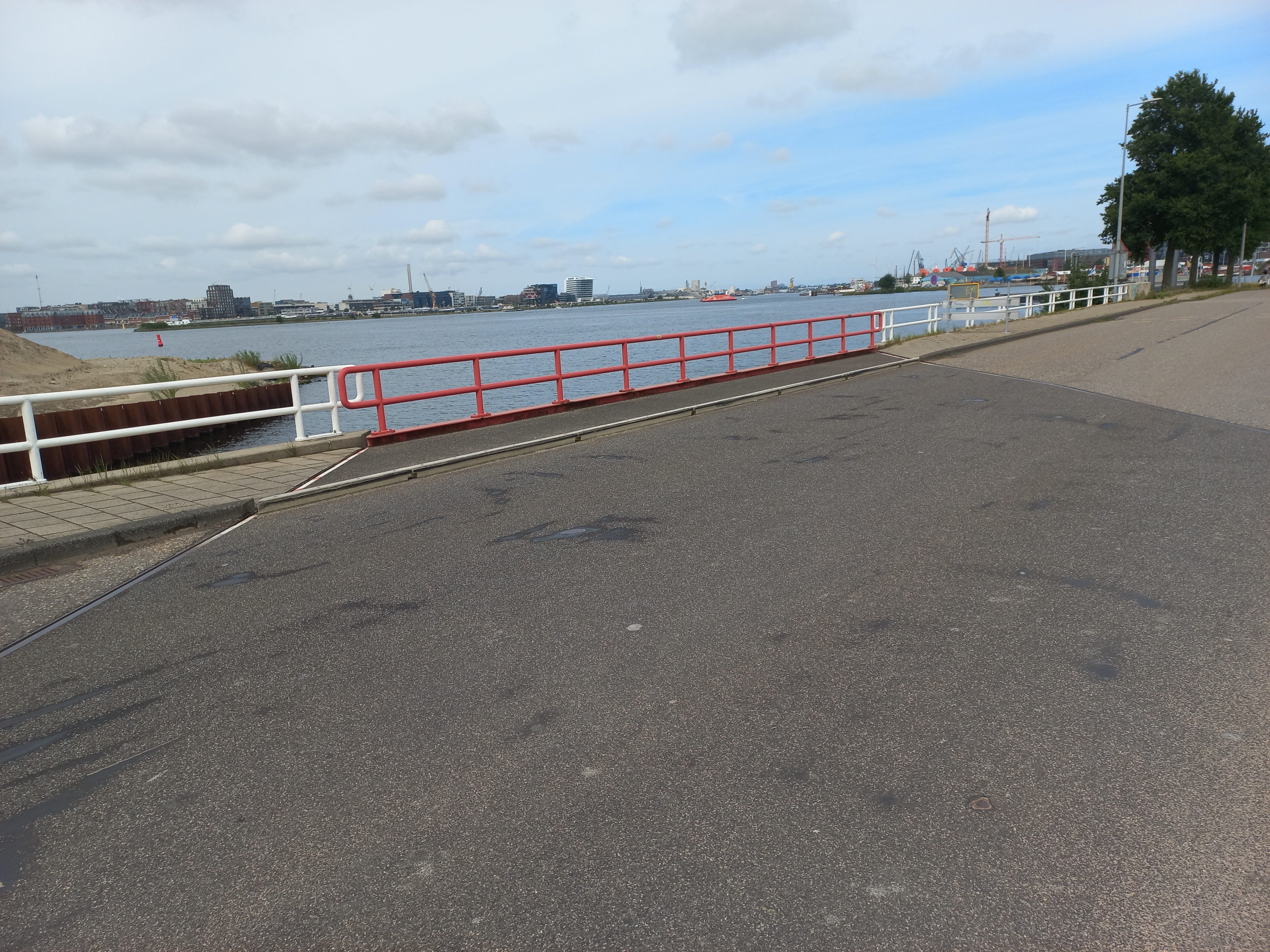
Blik over het beweegbare deel (augustus 2022)

<<< · 1701 · 1702 · 1703 · 1704 · 1705 · 1706 · 1707 · 1708 · 1709 ·  1710 · 1711 · 1714 · 1715 · 1716 · 1717 · 1718 · 1719 · 1720 · 1721 · 1722 · 1723 · 1725 · 1726 · 1727 · 1728 · 1729 · 1730 · 1731 · 1732 · 1733 · 1734 · 1735 · 1736 · 1737 · 1738 · 1739 · 1741 · 1742 · 1743 · 1745 · 1746 · 1747 · 1748 · 1749 · 1750 · 1751 · 1752 · 1753 · 1754 · 1755 · 1756 · 1757 · 1764 · 1765 · 1766 · 1767 · 1768 · 1769 · 1770 · 1771 · 1772 · 1773 · 1774 · 1775 · 1776 · 1777 · 1778 · 1779 ·  1780 · 1781 · 1782 · 1783 · 1784 · 1785 · 1786 · 1787 · 1788 · 1791 · 1792 · 1793 · 1794 · 1795 · 1796 · 1797 · 1798 · 1799 · >>>
Brugnummers brug 1712, 1713, 1724, 1740, 1744, 1758, 1759, 1760, 1761, 1762, 1763, 1789, 1790 zijn niet (meer) vergeven.